# Meda dau doka
Meda Dau Doka (română: Dumnezeu a binecuvântat Fiji) este imnul național din Fiji.